# 雄心威龍
雄心威龍（英語：Ambitious Dragon），是一匹曾在香港出賽的已退役賽駒，練馬師早期是呂健威，後期是苗禮德，為2010/2011馬季最大進步馬匹、最受歡迎馬匹、最佳中距離馬和香港馬王、2011/2012馬季最佳一哩馬、最佳中距離馬和香港馬王、2012/2013馬季最佳一哩馬，以及2014/2015馬季終身成就獎得主。競賽生涯中兩勝國際一級賽。

## 競賽生涯

### 2009-10年馬季
雄心威龍在2008-09年馬季輸入到香港，到2010年2月3日首次出賽，在1200米以第八名完成。3月6日在第二場賽事增程1400米，結果僅僅不敵豪情拍檔跑第二。3月28日在同程1400米因受阻未能發揮，只能以第八名完成。總結這個馬季，四戰取得兩亞。

### 2010-11年馬季
在這個馬季開始，由苗禮德訓練。首先在四班1400米賽事中與好得意在最後階段力拼，最終以四分三馬位取勝。接著雄心威龍在10月31日轉戰第四班評分65-40谷草1650米賽事，同樣以跟前的跑法取勝。但是在11月24日的三班谷草賽事在被捧成大熱門下，只能以第六名完成，馬匹曾經一度取得領先，但之後卻力弱無緣爭勝，苗禮德讓雄心威龍稍為休息。
2011年1月9日雄心威龍首次由紀仁安策騎，改用後上跑法，結果取得勝利。之後在3班1600米賽事上同樣以後上跑法取勝，結果以接近3個馬位大勝，評分大增14分。之後苗禮德讓雄心威龍挑戰一級賽，遇上了四歲馬最有實力的天久、軍事攻略等馬匹，雄心威龍在最後200米取得領先，將優勢帶回終點，勝出首個分級賽冠軍。
在香港打吡大賽中抽到了第十四檔，但是馬主仍感到滿意。起步後居中，直路一度受住，但仍找到空位殺上，與軍事攻略單挑，最終以接近一個馬位取勝，成為自2004年以來首匹勝出打吡的自購新馬，亦是自打吡轉為2000米後，首匹在14檔取勝的馬匹，在愛彼錶女皇盃中原定由紀仁安策騎，但紀仁安在法國有聘約，苗禮德決定找韋達策騎，在排位時抽到了第十二檔，起步後韋達入內欄跑轉彎入直路雄心威龍抽外欄衝刺並以3/4馬位之先擊敗加州萬里，也是繼爪皇凌雨（2004-05年馬季）後，雄心威龍在季內贏取香港打吡大賽和愛彼錶女皇盃的賽駒，成為今季首匹一季七捷馬而且由四班賽事上到一級賽奪得打吡及愛彼錶女皇盃，賽後練馬師苗禮德說：雄心威龍會休養等待下季賽事來臨。
雄心威龍在冠軍人馬獎奪得三個由評審的獎項，分別是香港馬王、最佳中距離馬匹以及最大進步馬匹。此外亦奪得由馬迷投票的最受公眾歡迎馬匹獎項。總共奪得四個獎項。

### 2011-12年馬季
2011年10月1日，雄心威龍出戰香港三級賽國慶盃，賽前一般認為這匹上季香港打吡大賽冠軍兼愛彼錶女皇盃盟主現在跑1400米已略為嫌短，何況牠還是十四匹參賽馬之中負磅最重的兩駒之一（133磅）。然而沿途居於尾群的雄心威龍，直路中段在跑道中央灑開大步，一攻而破，拋開對手兩個半馬位率先過終點，並且締下1分21.50秒（好地）的佳速。
接著休息個多月後出戰馬會一哩錦標，再度由紀仁安操刀，成為頂頭大熱，在比賽採取跟前，但是一直未能貼欄，留守四疊的位置，但是在直路仍然發揮速度首先帶出，不過終點前被後上的卡達聖超越，飲恨奪亞。在香港盃視為大熱門的雄心威龍，起步慢閘，在直路推前，曾一度進佔第二位，可惜以短途離之差不敵魔法幻影及前衛先鋒以第四名完成。
2012年1月29日角逐董事盃在起步順利下，直路帶離軍事攻略，以大熱門輕取此賽事。接著在香港金盃，在直路最後200米的時間已經帶出，以同樣的方法擊敗軍事攻略及加州萬里，由於離三冠尾關尚有三個月的關係，經深思熟慮後，決定角逐杜拜免稅店盃，在3月20日一次草地試閘以第二名完成，較角逐同場的軍事攻略及加州萬里更好。起步後跟前，很早找到遮擋，但轉入直路後反應一般，結果只能以第七名完成。賽後被驗出發燒。回港後原定出戰女皇盃，但後來苗禮德宣佈退出角逐女皇盃，轉戰冠軍一哩賽，雄心威龍在該賽事中留在中後位置，到直路上選擇在內檔找位，最後不及未能威脅前三馬以第四名完成。
5月27日角逐香港三冠大賽最後一關香港冠軍暨遮打盃，苗禮德在賽前不滿韋達替另一匹冠軍一哩賽參戰馬精彩日子操練，換上意大師騎師李寶利上陣。賽事當日為次熱門，在賽事中速上慢步速，李寶利仍然留在較後的位置，馬匹在最後400米前仍然處於包尾位置，最後追過大熱門多名利後，試圖追回一直領放智多飛，最終以亞軍完成，與三冠無緣。
雄心威龍在冠軍人馬獎再度蟬聯香港馬王、另外也奪得最佳一哩馬匹及最佳中距離馬匹。

### 2012-13年馬季

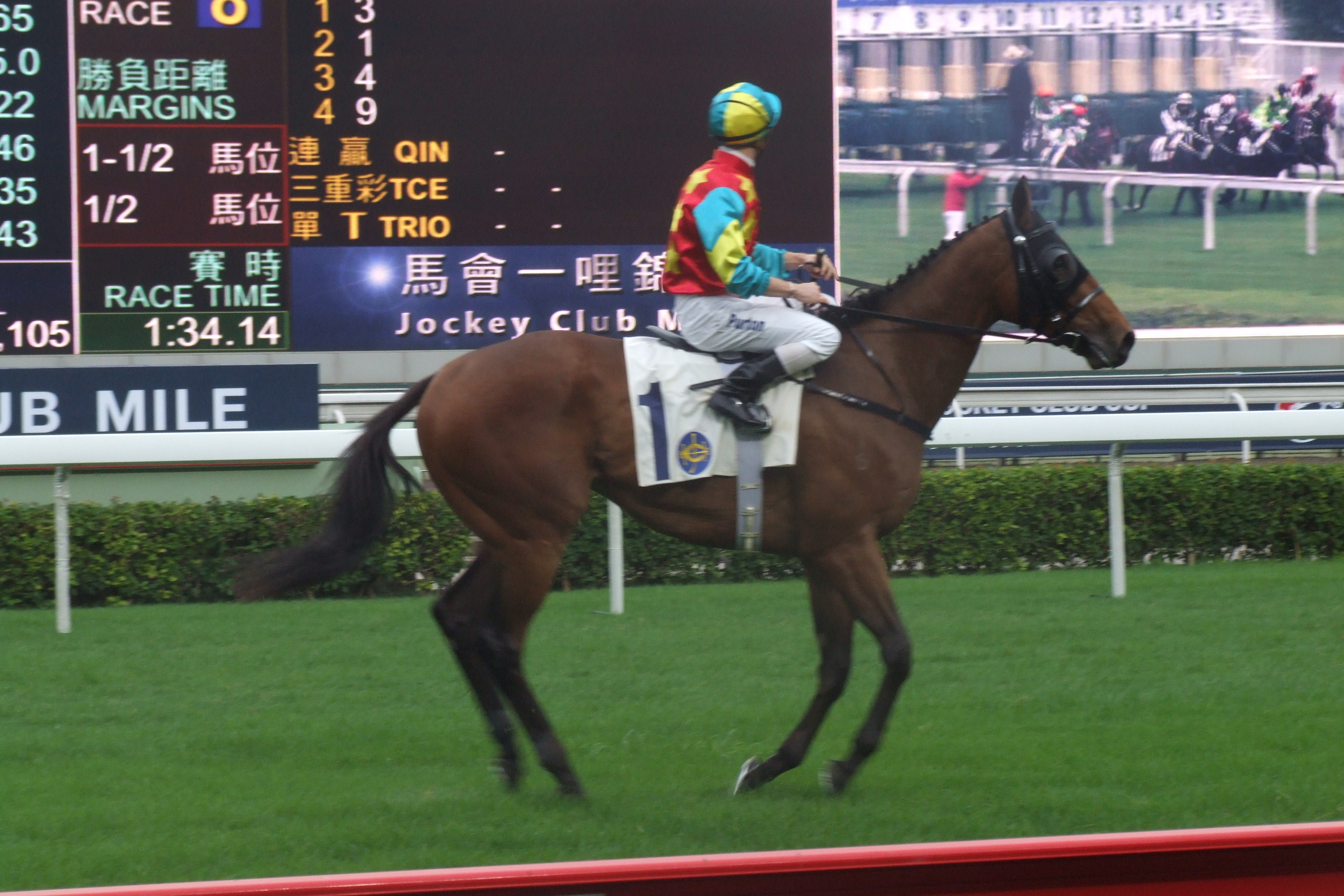
雄心威龍再度於馬會一哩錦標屈居亞軍。

練馬師苗禮德在新馬季決定由潘頓策騎此駒，出戰二級賽沙田錦標。雄心威龍留在中間位置，直路望空後輕鬆推騎，未讓精彩日子有機會超越下輕鬆以兩個馬位取勝。接著苗禮德讓牠角逐馬會一哩錦標，成為了1.8倍的大熱，但馬匹閘前有脾氣，起步後拍住精彩日子，轉直路仍在第六位，直路開始追上精彩日子，但無能構成威脅，最終潘頓也放棄，以一個半馬位落敗。
雄心威龍照原來計劃出戰香港一哩錦標，不過賽前一天獸醫發現發現該駒右後腿輕微不良於行，並於賽前接受檢驗，最後仍然出賽，但大熱門位置讓渡給精彩日子。馬匹今次留後，雖然精彩日子仍然在直路帶出，但當雄心威龍接近之時靠近精彩日子，輕鬆把對手超越，首度在香港國際賽日揚威。雄心威龍於香港一哩錦標表現再次使牠在董事盃成為大熱，不過賽事末段追勢平平，最後以第四名完成。
雄心威龍及後避戰香港金盃，3月17日角逐女皇銀禧紀念盃，與天久及精彩日子共同成為熱門。馬匹跟隨天久及精彩日子之後，在最後200米取得明顯領先優勢，以兩個半馬位擊敗紅旗勇將等馬。繼好爸爸（2007-08年馬季）之後，雄心威龍成為第二匹在季內贏取香港一哩錦標和女皇銀禧紀念盃的賽駒。雄心威龍一度計劃一星期內出戰愛彼女皇盃及冠軍一哩賽兩項錦標，但女皇盃賽後，練馬師苗禮德決定讓雄心威龍提早歇暑，亦意味著雄心威龍將不會出戰日本安田紀念賽。女皇盃陣上，雄心威龍沿途走勢穩定，直路上一度有爭勝機會，但加州萬里卻因失去平衡45度角撞向雄心威龍，受影響的雄心威龍只能保持走勢，負於頭馬軍事出擊3-1/4馬位得第六名。

### 2013-14年馬季
雄心威龍原本在今季上陣，並請來新加坡冠軍騎師莫雷拉策騎，但是因為左前足淺趾屈肌腱中心受損，因此無法出賽。苗禮德稱此馬需要休養整年，於雙魚河放草。直到馬季結束前才返回馬房操練。

### 2014-15年馬季
2014年10月26日，雄心威龍在香港二級賽沙田錦標復出跑獲季軍，隨後於11月23日角逐馬會一哩錦標，仍能跑獲季軍。雖然雄心威龍其後獲選角逐香港一哩錦標，惟於12月14日早上，被獸醫發現右前蹄不良於行，宣布退出香港一哩錦標。雖然其後角逐董事盃、女皇銀禧紀念盃均能以第五名過終點，但是在女皇銀禧紀念盃賽後，雄心威龍被獸醫發現右前腿不良於行，馬主林培雄、林顯裕決定讓雄心威龍退役。

2015年4月26日，香港賽馬會在沙田馬場為「雄心威龍」舉行榮休歡送儀式。退役後，被送往紐西蘭頤養天年。。其後於冠軍人馬獎中，與加州萬里一同獲頒發終身成就獎。

## 詳細賽績
| 日期       | 馬場   | 距離   | 級別 | 賽事名稱         | 負重（磅） | 騎師   | 名次/出馬 | 時間      | 與頭/二馬距離 | 冠軍（亞軍） |
| ---------- | ------ | ------ | ---- | ---------------- | ---------- | ------ | --------- | --------- | ------------- | ------------ |
| 3/2/2010   | 跑馬地 | 草1200 |      | 第四班讓賽       | 122        | 湯智傑 | 8/12      | 1:11.14   | 5-1/4         | 質超駒       |
| 6/3/2010   | 沙田   | 草1400 |      | 第四班讓賽       | 122        | 湯智傑 | 2/14      | 1:22.87   | 3/4           | 豪情拍檔     |
| 28/3/2010  | 沙田   | 草1400 |      | 第四班讓賽       | 125        | 湯智傑 | 9/14      | 1:24.10   | 6-1/4         | 新領袖       |
| 16/5/2010  | 沙田   | 草1400 |      | 第四班讓賽       | 129        | 韋達   | 2/14      | 1:22.90   | 頸位          | 中環英雄     |
| 17/10/2010 | 沙田   | 草1400 |      | 第四班讓賽       | 130        | 馬偉昌 | 1/14      | 1:22.72   | 3/4           | （好得意）   |
| 31/10/2010 | 跑馬地 | 草1650 |      | 第四班讓賽       | 133        | 馬偉昌 | 1/12      | 1:41.18   | 頸位          | （魅力心）   |
| 24/11/2010 | 跑馬地 | 草1650 |      | 第三班讓賽       | 124        | 馬偉昌 | 6/12      | 1:40.97   | 3             | 靚到爆       |
| 9/1/2011   | 沙田   | 草1600 |      | 第三班讓賽       | 124        | 紀仁安 | 1/14      | 1:35.80   | 1-1/4         | （有盈有利） |
| 30/1/2011  | 沙田   | 草1600 |      | 第三班讓賽       | 133        | 紀仁安 | 1/14      | 1:35.26   | 2-3/4         | （開心老友） |
| 20/2/2011  | 沙田   | 草1800 | HKG1 | 香港經典盃       | 126        | 紀仁安 | 1/12      | 1:48.03   | 1-3/4         | （天久）     |
| 20/3/2011  | 沙田   | 草2000 | HKG1 | 香港打吡大賽     | 126        | 紀仁安 | 1/14      | 2:01.50   | 3/4           | （軍事攻略） |
| 1/5/2011   | 沙田   | 草2000 | G1   | 愛彼錶女皇盃     | 126        | 韋達   | 1/14      | 2:02.23   | 3/4           | （加州萬里） |
| 1/10/2011  | 沙田   | 草1400 | HKG3 | 國慶盃           | 133        | 韋達   | 1/14      | 1:21.50   | 2-1/2         | （卡達聖）   |
| 20/11/2011 | 沙田   | 草1600 | G2   | 馬會一哩錦標     | 128        | 紀仁安 | 2/12      | 1:34.87   | 短馬頭        | 卡達聖       |
| 11/12/2011 | 沙田   | 草2000 | G1   | 香港盃           | 126        | 韋達   | 4/10      | 2:04.77   | 1-1/4         | 加州萬里     |
| 29/1/2012  | 沙田   | 草1600 | HKG1 | 董事盃           | 126        | 韋達   | 1/14      | 1:34.93   | 1-1/2         | （軍事攻略） |
| 26/2/2012  | 沙田   | 草2000 | HKG1 | 香港金盃         | 126        | 韋達   | 1/10      | 2:02.88   | 1-1/4         | （軍事攻略） |
| 31/3/2012  | 美丹   | 草1800 | G1   | 杜拜免稅店盃     | 57公斤     | 韋達   | 7/15      | (1:48.65) | 7-1/2         | 都市風光     |
| 6/5/2012   | 沙田   | 草1600 | G1   | 冠軍一哩賽       | 126        | 韋達   | 4/14      | 1:35.42   | 1-1/4         | 軍事攻略     |
| 27/5/2012  | 沙田   | 草2400 | HKG1 | 香港冠軍暨遮打盃 | 126        | 李寶利 | 2/6       | 2:31.06   | 1-1/2         | 智多飛       |
| 28/10/2012 | 沙田   | 草1600 | HKG2 | 沙田錦標         | 133        | 潘頓   | 1/14      | 1:33.59   | 1-1/2         | （精彩日子） |
| 18/11/2012 | 沙田   | 草1600 | G2   | 馬會一哩錦標     | 128        | 潘頓   | 2/10      | 1:34.40   | 1-1/2         | 精彩日子     |
| 9/12/2012  | 沙田   | 草1600 | G1   | 香港一哩錦標     | 126        | 潘頓   | 1/12      | 1:34.12   | 3/4           | （精彩日子） |
| 20/1/2013  | 沙田   | 草1600 | HKG1 | 董事盃           | 126        | 潘頓   | 4/14      | 1:34.06   | 2             | 精彩日子     |
| 17/3/2013  | 沙田   | 草1400 | HKG1 | 女皇銀禧紀念盃   | 126        | 潘頓   | 1/9       | 1:20.63   | 2-1/2         | （紅旗勇將） |
| 28/4/2013  | 沙田   | 草2000 | G1   | 愛彼女皇盃       | 126        | 潘頓   | 6/14      | 2:02.67   | 3             | 軍事出擊     |
| 26/10/2014 | 沙田   | 草1600 | HKG2 | 沙田錦標         | 129        | 巫斯義 | 3/14      | 1:34.50   | 3/4           | 軍事出擊     |
| 23/11/2014 | 沙田   | 草1600 | G2   | 馬會一哩錦標     | 123        | 巫斯義 | 3/10      | 1:33.88   | 2-3/4         | 步步友       |
| 25/1/2015  | 沙田   | 草1600 | G1   | 董事盃           | 126        | 紀仁安 | 5/9       | 1:34.03   | 3-1/4         | 步步友       |
| 15/3/2015  | 沙田   | 草1400 | G1   | 女皇銀禧紀念盃   | 126        | 潘頓   | 5/11      | 1:21.87   | 4-3/4         | 步步友       |

## 血統背景
父系Pins是1996年出生的馬匹，曾勝出澳洲堅尼等重要賽事，投入配種後成績不錯，其中包括覺士盾冠軍艾根斯都。母系Golden Gamble出自外祖父Oregon，1999年出生，未曾出賽，雄心威龍是牠的第二胎，在香港出賽的半弟有海洋動力、常勝龍王及包裝騎士，其後中者曾在三級賽一月盃上名。

## 外部連結
- 香港賽馬會 （页面存档备份，存于）
- 血統表 （页面存档备份，存于）